# 罗西亚纳德尔孔达多
罗西亚纳德尔孔达多，是西班牙安达卢西亚自治区韦尔瓦省的一个市镇。总面积72平方公里，总人口6229人（2001年），人口密度87人/平方公里。